# Franciscaines hospitalières de Jésus le Nazaréen
Les Franciscaines hospitalières de Jésus le Nazaréen (en latin : Sororum Franciscanarum Hospitalariarum a Iesu Nazareno) sont une congrégation religieuse féminine hospitalière et enseignante de droit pontifical.

## Historique
La congrégation est fondée le 11 février 1673 à Cordoue par Cristobal Fernandez de Vallodolid, prêtre du Tiers-Ordre Franciscain pour gérer l'hôpital qu'il a créé pour aider les orphelins, les femmes pauvres, les personnes âgées et les malades. Il institue aussi une congrégation de religieux dédiés à la collecte d'aumône pour les besoins de l'hôpital. 
La règle des frères et des sœurs Hospitalières de Jésus de Nazareth est approuvée en 1692 par le cardinal Pedro de Salazar Gutiérrez de Toledo, évêque de Cordoue. Après l'hôpital de Cordoue, d'autres sont ouverts à Pozoblanco (1686), Hinojosa del Duque (1692), Montoro (1698), Baena (1711), La Rambla (1720), Mérida (1724) et Malaga (1740). 
L'institut est affilié le 28 août 1903 à l'Ordre des frères mineurs. En 1906, en raison de l'extinction de la branche masculine depuis 1835, les sœurs demandent une modification de leur règle liée à la clôture pour se consacrer à la collecte d'aumône et le 24 juin 1915 toutes les communautés s'unissent en une congrégation religieuse. 
La congrégation reçoit le décret de louange le 22 avril 1958 et ses constitutions sont définitivement approuvées par le Saint-Siège le 21 mai 1960.

## Activités et diffusion
Les religieuses se consacrent particulièrement à lutter contre la souffrance morale ou physique comme les personnes sans domicile fixe, en risque d'exclusion social, les malades, les personnes âgées. Elles ont également des collèges et des écoles.
Elles sont présentes en :
- Europe : Espagne, Italie.
- Amérique : Guatemala, Pérou, République dominicaine.

La maison généralice est à Madrid. 
En 2017, la congrégation comptait 108 sœurs dans 25 maisons.